# Nowe Ogrody
Nowe Ogrody (niem. Neugarten, kaszub. Glëkowo) – ulica i część dzielnicy Śródmieście w Gdańsku.

## Współczesna rola

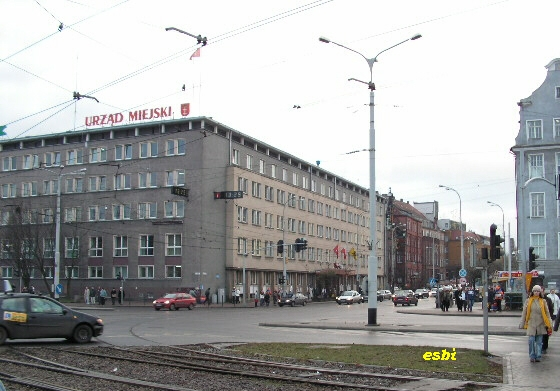
Urząd Miejski (Nowe Ogrody 8-12), 2005

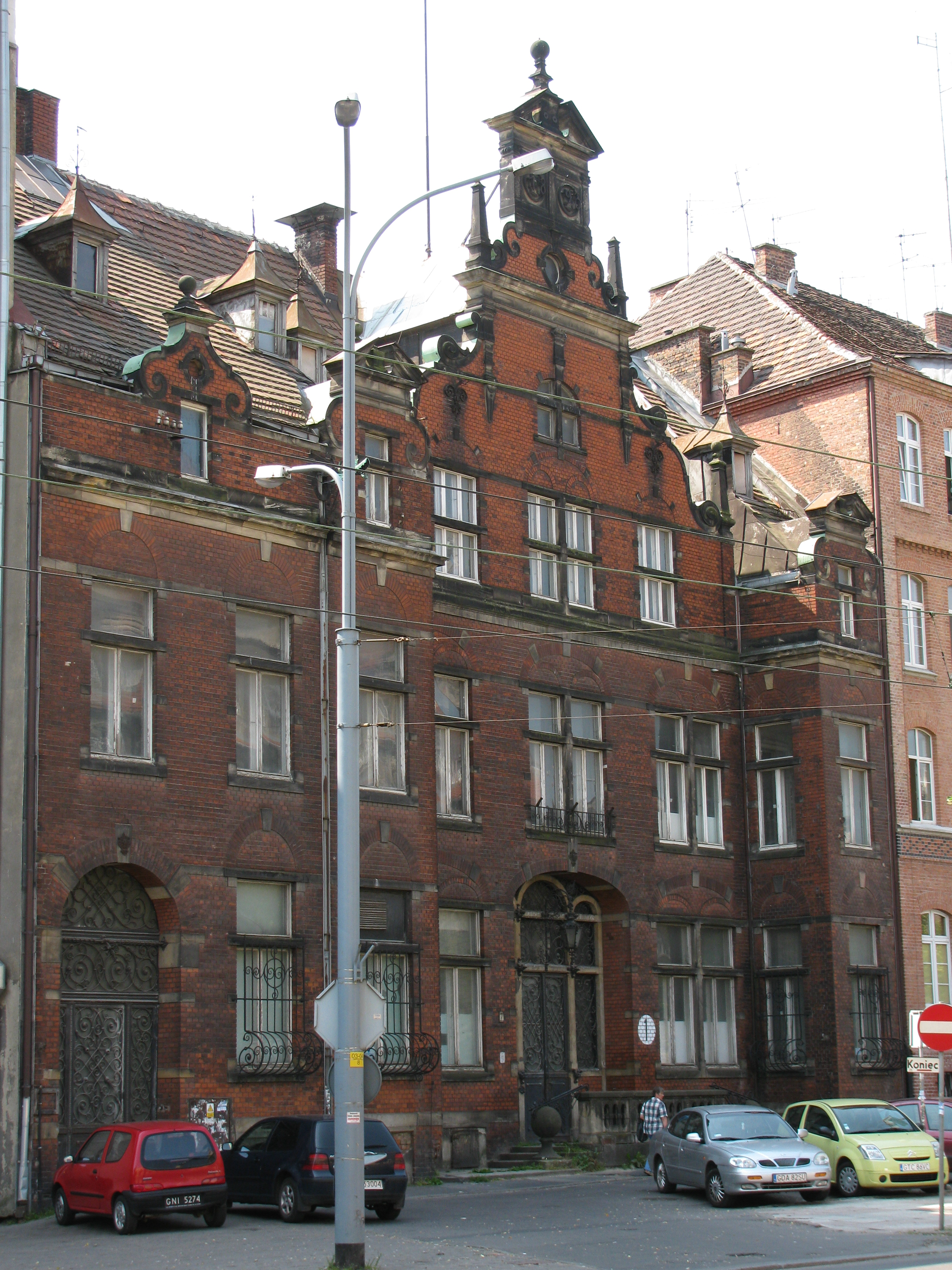
Dom Tornwalda (Nowe Ogrody 7), 2010

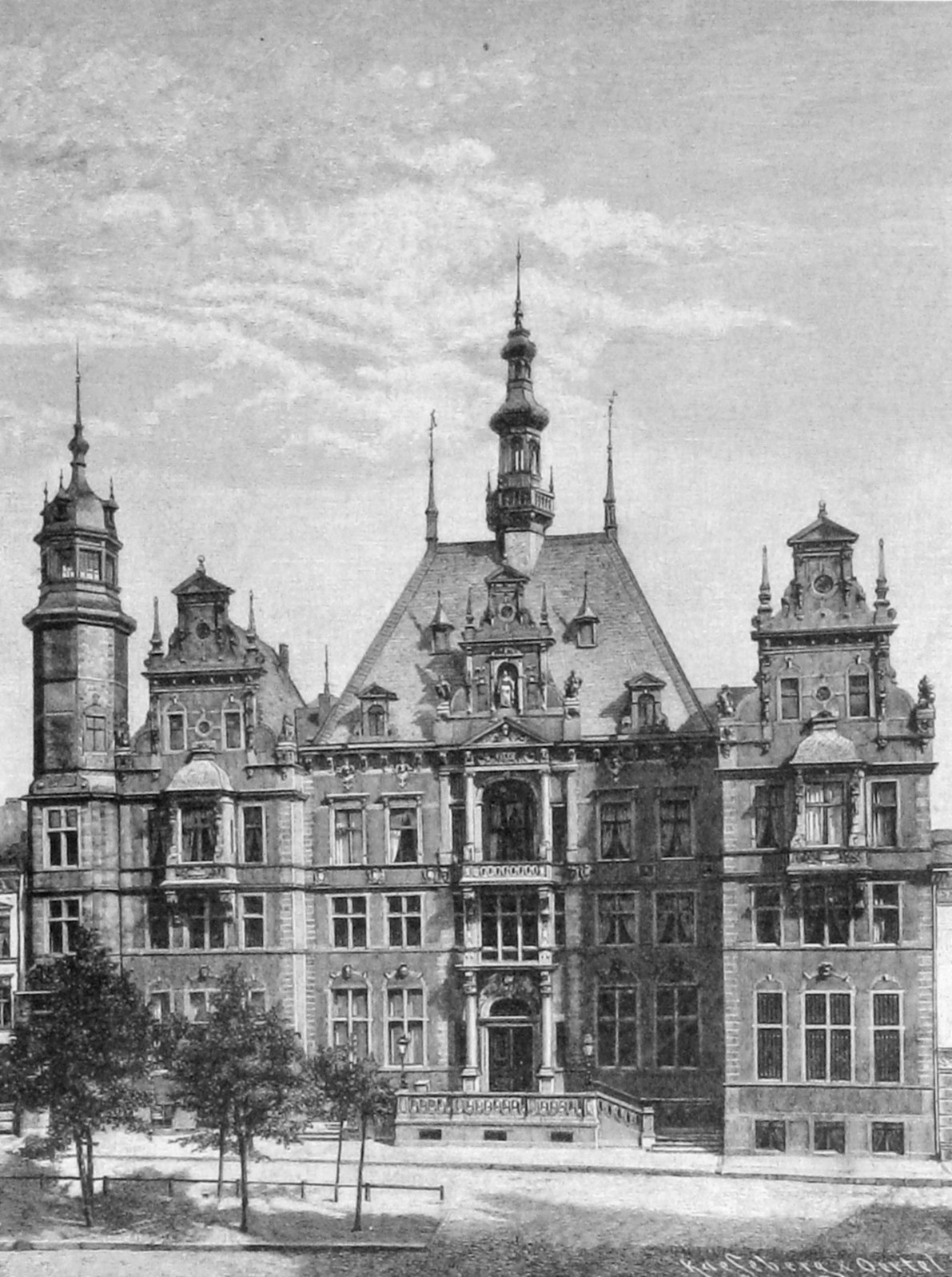
Nieistniejący gmach Volkstagu

Ulica Nowe Ogrody jest arterią łączącą Śródmieście m.in. z dzielnicami Siedlce i Suchanino, a także początkiem trasy w kierunku Kartuz. W ciągu ulicy istnieje jedno z nielicznych gdańskich niewydzielonych torowisk tramwajowych. Korzystają z niego linie 10 i 12, kursujące do przez Siedlce w stronę przystanku PKM Brętowo i Migowa.

### Obiekty przy ulicy
Przy Nowych Ogrodach znajdują się m.in.:
- COPERNICUS Podmiot Leczniczy Sp. z. o.o Szpital im. Mikołaja Kopernika (dawniej Pomorskie Centrum Traumatologii, wcześniej Wojewódzki Szpital Specjalistyczny im. Mikołaja Kopernika) (Nowe Ogrody 1-6) – kompleks budynków, z których najstarszy zbudowano w 1875[1].

- Dom Tornwalda – zabytkowa kamienica z XIX w. (Nowe Ogrody 7) – budynek zbudowany w latach 1892-93 dla laryngologa Gustawa Ludwika Tornwalda, w latach 1914-18 Królewsko-Pruska Komendantura Twierdzy Gdańsk. W okresie Wolnego Miasta budynek należał do Polski – mieściły się w nim kolejno Klub Polski, Naczelny Inspektorat Ceł i Polski Klub Morski. W okresie II wojny światowej komendantura Wehrmachtu. Po wojnie przekształcony w internat, w 1960 włączony do zespołu szpitala im. Kopernika. W 2006 budynek został przekazany miastu, od 2007 w rejestrze zabytków[2][3]. Obecnie zajmowany przez Sąd Apelacyjny w Gdańsku.

- Urząd Miejski (Nowe Ogrody 8-12) – gmach zbudowany w latach 50. XX w. dla Miejskiej Rady Narodowej, na miejscu zniszczonego pod koniec II wojny światowej budynku Senatu Wolnego Miasta Gdańska.

- Komenda Miejska Policji (Nowe Ogrody 27) – zabytkowy gmach zbudowany w latach 1911-13, przed wojną zajmowany kolejno przez Weichselstrombauverwaltung (Zarząd Budowy i Regulacji Wisły), Komisariat Generalny RP (1921–1939) oraz Gestapo[4].

- Sąd Apelacyjny (Nowe Ogrody 28/29) – zabytkowy gmach historyzujący w stylu włoskiego renesansu[5].

- Sąd Rejonowy Gdańsk-Południe i Sąd Okręgowy (Nowe Ogrody 30/34) – zabytkowy gmach oddany do użytku 29 października 1910[6].

## Historia
W Nowych Ogrodach w 1342 powstał szpital św. Gertrudy z kościołem filialnym parafii mariackiej. Pod koniec XIV w. powstały pierwsze ogrody wokół szpitala, od których obszar wziął swoją nazwę.
Nowe Ogrody historycznie dzieliły się na podjednostki Nowe Ogrody I (Wewnętrzne) i Nowe Ogrody II (Zewnętrzne), rozdzielone wałami miejskimi. Nowe Ogrody Wewnętrzne zostały przyłączone w granice administracyjne miasta po usypaniu wałów w 1656, zaś Nowe Ogrody Zewnętrzne prawdopodobnie przyłączono w 1807.
W XIX w. ówczesne Neugarten stało się centrum administracyjnym ze względu na powstanie kompleksu sądowego z więzieniem. W latach 1882–1886 zbudowano gmach pruskiej Nadprezydentury (Oberpräsidium), w którym w latach 1920-39 funkcjonował Senat Wolnego Miasta Gdańska (Neugarten 12-16). Po przeciwnej stronie ulicy stanął w XIX w. gmach władz prowincji Prusy Zachodnie (Provinzialverwaltung-Landeshaus), który z kolei w okresie Wolnego Miasta był siedzibą Volkstagu (Neugarten 23). Oba budynki w trakcie walk o Gdańsk w marcu 1945 zostały znacznie uszkodzone i po wojnie rozebrane.

### Chronologia nazwy i numeracja
Do 1945 ulica nosiła niemieckojęzyczną nazwę Neugarten (Nowe Ogrody). Po wojnie ulicę przemianowano na Nowy Świat, a następnie na aleję gen. Świerczewskiego. Do historycznej nazwy powrócono po 1989.
Ulica posiada historyczną, obiegową numerację budynków, niezmienioną od XIX w. Numeracja rozpoczyna się od zachodniego końca ulicy, rośnie wzdłuż południowej pierzei do numeru 12. Najniższym numerem w pierzei północnej jest numer 27 na wschodnim krańcu ulicy – numeracja rośnie w kierunku zachodnim do numeru 37. Numery z zakresu 13-26 są niewykorzystane w wyniku skrócenia ulicy po II wojnie światowej. Wcześniej numery te były przypisane budynkom, na których terenie znajduje się obecnie ul. 3 Maja i wiadukt Hucisko.